# Anders Kjølholm
Anders Kjølholm (tidligere Anders Nielsen) (født 4. marts 1974) er en dansk bassist. Han er mest berømt som bassist i det danske rock/metalband Volbeat, som han var medlem af fra etableringen i 2001 og frem til november 2015. Inden da var medlem i Michael Poulsens forrige projekt Dominus i to år. I dag er Kjølholm medejer af Kajakhotellet og er med i to musikalske projekter, Superloader og Skudsalve. 
Efter dannelsen af Volbeat blev Anders Nielsen gift og tog efternavnet Kjølholm.

## Karriere
Allerede i folkeskolen fattede Kjølholm interesse for musik, da han musikundervisningen så trommesættet. Da hans ven, der spillede guitar, dannede et band med en anden ven, der spillede trommer, var Kjølholm efterladt med en bas, som han siden har spillet.
Mellem 1997 og 1999 spillede Kjølholm bas i dødsmetalbandet Dominus, hvor Michael Poulsen var forsanger. Han medvirkede på deres næstsidste studiealbum Vol.Beat, der blev udgivet i 1997. Ved opløsningen af bandet i 2000 grundlage Poulsen et nyt band kaldet Volbeat efter Dominus' albummet sammen med Kjølholm, Teddy Vang og Jon Larsen. Mens Vang hurtigt blev udskiftet forsatte de tre andre medlemmer i Volbeat og er alle aktive i dag. Han har været med på alle bandets udgivelser frem til 2015.
Den 13. november 2015 blev det meddelt via Volbeats hjemmeside, at Kjølholm forlod bandet. Bandet understregede, at det var sket efter en gensidig og respektfuld aftale. Poulsen og Larsen udtalte i forbindelse hermed, at "Anders har været en loyal ven og bandmedlem siden 2001 [...] Vi er meget taknemmelige og ønsker Anders alt det bedste i fremtiden." Kjøholm ønskede ligeledes Volbeat og dets medlemmer held og lykke i fremtiden.
Kjølholm ejede sammen med Poulsen og Larsen selskabet Volbeat ApS, der har rettighederne til gruppens sange, og han blev derfor købt ud af de to andre for 19 mio. kr. Året efter udtalte Poulsen, at årsagen til Kjølholms exit var, at det var uenigheder der var årsagen til, at Kjølholm forlod bandet, men at bruddet stadig var sket i venskabelighed. Året efter havde Kjølholm uddannet sig til yogainstruktør og åbnede yogastudie i Glostrup ved navn Bodyhalo.

## Udstyr
Anders Kjølholm bruger følgende udstyr.
- Fender Jazzbass
- MusicMan StingRay
  - Kjølholm har i øvrigt udtalt sig meget positivt om sin MusicMan, som han skal "leve resten af livet med".[9]
- Boss TU-2
- Ampeg SVTII
- Ampeg 8 x 10" kabinet
- Dean Markley Blue Steel

## Diskografi

### Med Dominus
- 1997 Vol.Beat

### Med Volbeat
- The Strength / The Sound / The Songs (2005)
- Rock The Rebel / Metal The Devil (2007)
- Guitar Gangsters & Cadillac Blood (2008)
- Beyond Hell / Above Heaven (2010)
- Outlaw Gentlemen & Shady Ladies (2013)